# Som-hegy
A Som-hegy egy magaslat a Pilis hegység középső részén, a Hosszú-hegy tömbjében, a nagyjából északnyugat–délkeleti irányban, hosszan elnyúló hegytömb legészakibb kiemelkedése. Közigazgatásilag Pilisszántó területén emelkedik. Alapkőzete mészkő hárshegyi homokkővel és lösztakaróval. Viszonylag egységes, tisztásokkal kevéssé szabdalt középhegységi lombos erdők borítják.

## Turizmus
Csúcsát elkerülik a turistautak, de attól nem messze délre húzódik egy zöld jelzésű turistaút, északról pedig az Országos Kéktúra halad el a közelében, a pilisszentkereszti Dera-szurdokban. A csúcstól körülbelül egy kilométerre található, majdnem pontosan északi irányban a Som-hegyi turistaház.